# 愛はどこへ行ったの
「愛はどこへ行ったの」 (原題： Where Did Our Love Go) は、スプリームスが1964年に発表した楽曲。グループにとって初めてのナンバーワン・シングルに輝いた。
ローリング・ストーンの選ぶオールタイム・グレイテスト・ソング500（2010年版）では475位にランクされている。

## 概要
作詞・作曲はホーランド＝ドジャー＝ホーランド。元々はマーヴェレッツのリード・シンガー、グラディス・ホートンを想定して書かれ、実際にホートンのキーに合わせてバッキング・トラックも制作された。プロデューサーも兼ねたラモント・ドジャーによれば、ドジャーがテープをホートンを聞かせると、彼女はこう言ったという。「ねえ、私たちはこういう曲はやらないの。私がこれまでに聞いたものの中でも最低の曲だわね」
マーヴェレッツのメンバーのキャサリン・アンダーソンは、歌入れを拒否したのは彼女らがアップテンポのものを主なレパートリーしていたためだとのちに述べている。
当時モータウンでは、制作した楽曲がレコードにならなかった場合、その製作費はソングライターたちが払うことと定められていた。ドジャーはすぐさま「No Hit Supremes」として会社内で知られていたスプリームスに声をかける。スプリームスは「Run, Run, Run」に続く曲を必要としていたが、彼の予想に反して彼女らも意欲を示さなかった。何とか説得してレコーディングにこぎつけるも、キーが低すぎたせいもありダイアナ・ロスは終始不機嫌だったという。しかしプレイバックを聴いたロスは興奮し、社長のベリー・ゴーディをスタジオに呼び同じようにプレイバックを聴かせた。彼も曲の素晴らしさに気付き「本当にヒットになるかどうかは知らんが、トップ10にはおそらく入るぞ」と言った。
1964年6月17日、シングルとして発表された。その後、8月31日発売のアルバム『Where Did Our Love Go』に収録された。
同年8月22日から8月29日にかけてビルボード・チャートで2週連続1位を記録した。カナダで1位、イギリスで3位、オランダで4位を記録し、ビルボードの1964年の年間チャートの10位を記録した。
スプリームスはドイツ語バージョン「Baby, Baby, Wo Ist Unsere Liebe」も吹き込んでいる。ドイツ語のバージョンはアルバム『More Hits by The Supremes』の2011年再発盤に収録されている。

## カバー・バージョン
|        | アーティスト名               | レコード・CD                                                                     |
| ------ | ---------------------------- | -------------------------------------------------------------------------------- |
| 1964年 | テレサ・ブリュワー           | 『Golden Hits of 1964』                                                          |
| 1971年 | ドニー・エルバート           | シングル                                                                         |
| 1976年 | J・ガイルズ・バンド          | 『Blow Your Face Out』                                                           |
| 1977年 | マリー・オズモンド           | 『This Is the Way That I Feel』                                                  |
| 1978年 | マンハッタン・トランスファー | 『Pastiche』                                                                     |
| 1978年 | リンゴ・スター               | 『バッド・ボーイ』                                                               |
| 1981年 | ソフト・セル                 | シングル「汚れなき愛」のB面                                                      |
| 1993年 | サンドラ・キム               | 『Les Sixties』。フランス語の歌詞でタイトルは「Qu'Est Ce Que Tu Fais Ce Soir」。 |
| 2010年 | スーザン・ウォン             | 『ステップ・イントゥ・マイ・ドリーム』                                           |